# Victor Guillemin
Victor William Guillemin (Boston, 1937) é um matemático estadunidense. Trabalha com topologia simplética, topologia diferencial, equações diferenciais e física matemática.
Guillemin obteve um doutorado em 1962 na Universidade Harvard, orientado por Shlomo Sternberg, com a tese Theory of finite {\displaystyle G}-Structures. Foi depois Professor no Instituto de Tecnologia de Massachusetts (MIT).
Em 1985 foi eleito membro da Academia Nacional de Ciências dos Estados Unidos. Recebeu em 2003 o Prêmio Leroy P. Steele.
Em 1970 foi palestrante conmvidado  ("Invited Speaker") no Congresso Internacional de Matemáticos em Nice (On subelliptic estimates for complexes). É fellow da American Mathematical Society.

## Obras
- com Shlomo Sternberg: Geometric Asymptotics. AMS, 1977.
- com Sternberg: Symplectic Techniques in Physics. Cambridge University Press, 1984, 1990.
- com Alan Pollack: Differential Topology. Prentice Hall, 1974, ISBN 0132126052.
- com Golubitsky: Stable mappings and their singularities. Springer, 1973.
- The story of quantum mechanics. Dover, 2003.
- Moment Maps and Combinatorial Invariants of Hamiltonian {\displaystyle T^{n}}-Spaces. Birkhäuser, 1994, ISBN 978-0-8176-3770-5.
- com Shlomo Sternberg: Supersymmetry and equivariant de Rham Cohomology. Springer, 2007.
- com Sternberg, Lerman: Symplectic fibrations and multiplicity diagrams. Cambridge University Press, 1996.
- com Viktor L. Ginzburg, Yael Karshon: Moment Maps, Cobordisms and Hamiltonian Group Actions. Oxford University Press, 1997.
- com Louis Boutet de Monvel: Spectral Theory of Toeplitz Operators. Annals of Mathematical Studies, Princeton, 1981.
- com Malcolm Adams: Measure Theory and Probability. Kluwer, 1986.
- com Masaki Kashiwara, Takahiro Kawai: Seminar on Microlocal Analysis. Annals of Mathematical Studies, Princeton, 1979.
- Cosmology in (2 + 1)-Dimensions, Cyclic Models, and Deformations of {\displaystyle M_{2,1}}. Annals of Mathematical Studies, Princeton, 1989.